# 大統一理論
大統一理論（だいとういつりろん、英語: grand unified theory, GUT）とは、電磁相互作用、弱い相互作用と強い相互作用を統一する理論である。幾つかのモデルが作られているが、未完成の理論である。
電磁相互作用と弱い相互作用の統一は電弱統一理論（ワインバーグ＝サラム理論）としてシェルドン・グラショウ、スティーヴン・ワインバーグ、アブドゥ・サラムにより完成されている。

## 概要
| 標準模型の3つの力を統一させることはできるか。どの対称性によって統一できるか。その統一理論によってフェルミオンの世代数と質量を説明できるか。 |

「自然界は四つの基本的な力（電磁相互作用、弱い相互作用、強い相互作用、重力）で表される」とする。
「宇宙の始まりに存在したのは唯一つの力だけで、その後これらの四つに分かれた」という考え方から、これら四つの力を一つの形で表して統一しようとする理論がいくつかあるが、大統一理論（GUT）はそのひとつである。
GUTはこれらの力のうち、重力を除いた前者三つを一つの形に統一しようとしている。
大統一理論は重力については考えていない。重力までも統一する理論のことを超大統一理論ないし万物の理論という。

## GUTの歴史
この理論の歴史を源流まで遡るならば、マクスウェルによる場の方程式による電磁場理論によって電気と磁気が統一されたことから始まる、と言ってもよい。アインシュタインの一般相対性理論に大きな影響を及ぼし、「統一場理論」への夢につながった。その後電磁相互作用と弱い相互作用が統一された。その後作られたこの大統一理論は、三つめの「強い相互作用」も統一しようとする理論である。
提唱年と提唱者
歴史的に言うと、最初のまぎれもない大統一理論が提唱されたのは1974年のことで、ハワード・ジョージとシェルドン・グラショーによるものであった。
「ゲージ変換」という、ある式にある操作を施しても対称性（ゲージ対称性）が保たれるという数学的手法を使い、知られている性質を説明し未知の性質を予言し、それを検証することによって理論を確認しようとしている。
近年の動向
標準理論では説明できない現象を説明しようとして作られたこの理論は、ビッグバン理論（インフレーション宇宙論）の基礎ともなっているため、様々な検証がおこなわれている。カミオカンデの実験により最初の大統一理論は否定され、超対称性という概念を加えた新しい大統一理論を検証の対象としている。ひとつは、（..年から）東京大学の森俊則教授の率いる日本・スイス・イタリア・ロシア・米国の国際チームがスイス・ポールシェラー研究所で行っているのが、ミュー粒子が崩壊して電子とガンマ線になること（μ→eγ（ミューイーガンマ）崩壊）を観測する実験である。標準理論では起こらないが、大統一理論では数千億から数兆分の一の確率で起こることが予想されていた。2011年9月に発表された5年間の5千億個の実験による中間報告では発見できなかったため、実験を2年間継続し10兆個のミュー粒子で検証することになった。2013年までスイスで行われたMEG実験では2.4兆個観測では崩壊が見つからなかった。なお研究は継続中であり、約10倍の実験感度を改善し、3年間で25兆個を観測するMEGⅡ実験の2021年開始を目指している。

## GUTのモデル
| 粒子名           | 記号 | 表現        |
| ---------------- | ---- | ----------- |
| クォーク         | Q    | (3, 2)+1/6  |
| 上系列反クォーク | U    | (3*, 1)-2/3 |
| 下系列反クォーク | D    | (3*, 1)+1/3 |
| レプトン         | L    | (1, 2)-1/2  |
| 反荷電レプトン   | E    | (1, 1)+1    |
| 反ニュートリノ   | N    | (1, 1)0     |

現在、一定の成功をおさめている標準模型は、ゲージ群
{\displaystyle G_{s}=SU(3)_{c}\times SU(2)_{L}\times U(1)_{Y}}
に対するゲージ理論であり、大統一理論は基本的にこのゲージ群を含む更に大きなゲージ群に対するゲージ理論である。
Gsは三つのゲージ群の積の形になっていて、それぞれにゲージ結合定数を持つ。
力を統一するということは、一つのゲージ群として表し、結合定数を1つにすることである。
Gs はランク4である。
大統一理論のモデルとしてはランクが4以上のゲージ群となる。
Gs の次元は12でそれに対応して12個のゲージ場を持つ。
大統一理論のゲージ群では次元が増え、それに対応してゲージ場も増える。
標準模型は電弱相互作用が破れるウィークスケール
{\displaystyle M_{W}\sim M_{Z}\sim 10^{2}\,\mathrm {GeV} }
での理論である。
大統一理論はそれより高いエネルギースケール（GUTスケール）で破れる。
大統一理論で新たに増えるゲージ場は対称性が破れると、GUTスケール程度の質量を持つ。
対称性が高くなると、幾つかのフェルミオンがまとまって記述される。

### SU(5) モデル
大統一理論の最小モデルとしてはランク4の SU(5) モデルが考えられている。
{\displaystyle SU(5)\supset SU(3)_{c}\times SU(2)_{L}\times U(1)_{Y}}
この理論ではいくつかのことが予言されている。陽子崩壊現象、磁気単極子や宇宙ひもの存在がこれにあたる。
但し、陽子崩壊の予言は観測と食い違っており、従って単純な SU(5)GUT は排除されている。
SU(5)モデルによる陽子の寿命は1030 - 1032年であるが、神岡鉱山のカミオカンデ・スーパーカミオカンデにおける実験結果では陽子崩壊が観測されず、実際の寿命はそれ以上、少なくとも1034年はあり、大きくくい違っている。

#### ゲージボソン
SU(5) の次元は24であり、対応する24個のゲージ場が存在する。
ゲージ対称性が破れると、ゲージ場は次のように分かれる。
{\displaystyle \mathbf {24} \to (\mathbf {8} ,\mathbf {1} )_{0}+(\mathbf {1} ,\mathbf {3} )_{0}+(\mathbf {1} ,\mathbf {1} )_{0}+(\mathbf {3} ,\mathbf {2} )_{-5/6}+({\overline {\mathbf {3} }},\mathbf {2} )_{+5/6}}
(8,1)0 は SU(3)c に対応する8個のグルーオン、(1,3)0 は SU(2)L に、(1,1)0 は U(1)Y に対応するゲージ場である。
(3,2)-5/6 と {\displaystyle ({\overline {\mathbf {3} }},\mathbf {2} )_{+5/6}} はSU(5)GUTにおいて新たに導入されるゲージ場で、両者は互いに反粒子の関係にある。
電弱対称性が破れるスケールでは、XボソンとYボソンと呼ばれる。

#### フェルミオン
{\displaystyle \mathbf {10} \to (\mathbf {3} ,\mathbf {2} )_{+1/6}\oplus ({\overline {\mathbf {3} }},\mathbf {1} )_{-2/3}\oplus (\mathbf {1} ,\mathbf {1} )_{+1}}
{\displaystyle {\overline {\mathbf {5} }}\to ({\overline {\mathbf {3} }},\mathbf {1} )_{+1/3}\oplus (\mathbf {1} ,\mathbf {2} )_{-1/2}}
{\displaystyle \mathbf {1} \to (\mathbf {1} ,\mathbf {1} )_{0}}

### SUSY SU(5)
SU(5)大統一理論に超対称性と呼ばれる要素を加えた超対称大統一理論では陽子の寿命はさらに延びることになり、実験結果を説明できる可能性がある。

### SO(10) モデル
大統一理論の最小モデルとしての単純な SU(5) モデルは実験とは整合せず排除されている。
SU(5) の次に小さなモデルとして SO(10) モデルが考えられている。
SO(10) はランク5なので extra U(1) が存在する。
SO(10) の次元は45である。
{\displaystyle SO(10)\supset SU(5)\times U(1)_{X}}
ゲージボソン
{\displaystyle \mathbf {45} \to \mathbf {24} _{0}\oplus \mathbf {10} _{-4}\oplus {\overline {\mathbf {10} }}_{4}\oplus 1_{0}}
フェルミオン
{\displaystyle \mathbf {16} \to \mathbf {10} _{1}\oplus {\overline {\mathbf {5} }}_{-3}\oplus \mathbf {1} _{5}}
U(1)X に対応するネーター・チャージはXチャージと呼ばれる。
これはバリオン数とレプトン数の差（B-L）と関連した対称性である。
SO(10) はカイラルアノマリーはない。
SO(10) モデルは右巻きニュートリノを含む1世代分のフェルミオンが一つの多重項にまとまる。
SU(5) モデルでは右巻きニュートリノの存在は必然ではないが、SO(10)モデルでは、右巻きニュートリノが必然的に含まれる。
GUTスケール程度のマヨラナ質量を右巻きニュートリノが持てば、シーソー機構により、ニュートリノが他の粒子に比べてゼロでないが極端に小さい質量を持つ事が説明できる。

### E6, E7及びE8
リー群の言葉では、SU(5)及びSO(10)は古典型の単純リー群でそれぞれ A4, D5 と呼ばれるが、例外型の単純リー群のE系列 E6, E7, E8 の自然な拡張として、
{\displaystyle E_{8}\supset E_{7}\supset E_{6}\supset E_{5}=D_{5}=SO(10)\supset E_{4}=A_{4}=SU(5)\supset E_{3}=SU(3)\times SU(2)}
と見ることが出来る。これらE系列の例外群をゲージ群とするゲージ理論も大統一理論の候補として考えられている。
特に E8 はこの系列では最も大きなリー群でそれ以上の拡張が出来ないことや、
超弦理論との関連もあり、また SO(10) の1世代分のフェルミオン多重項を3つ分含み、3世代の繰り返しとの関連性なども考えられている。E8理論からは、加えて重力場を導出する事も可能であり、An Exceptionally Simple Theory of Everythingという超統一理論のモデルが提案されている。

### パティ・サラムモデル
クォークのカラー SU(3) を SU(4) へと拡張し、カラーの四番目の成分をレプトンとみなしてフェルミオンを統一しようとするモデルが考えられている。
左手型と右手型を対称に扱うために、右手型"弱い相互作用" SU(2)R も考える。
SU(2)R のゲージ場はW'ボソンとZ'ボソンである。
{\displaystyle SU(4)_{\mathrm {PS} }\times SU(2)_{L}\times SU(2)_{R}\supset SU(3)_{c}\times SU(2)_{L}\times U(1)_{Y}\times U(1)_{B-L}}
フェルミオン
{\displaystyle (\mathbf {4} ,\mathbf {2} ,\mathbf {1} )\to (\mathbf {3} ,\mathbf {2} )_{+1/6,1/3}\oplus (\mathbf {1} ,\mathbf {2} )_{-1/2,-1}}
{\displaystyle ({\overline {\mathbf {4} }},\mathbf {1} ,\mathbf {2} )\to ({\overline {\mathbf {3} }},\mathbf {1} )_{-2/3,-1/3}\oplus ({\overline {\mathbf {3} }},\mathbf {1} )_{1/3,-1/3}\oplus (\mathbf {1} ,\mathbf {1} )_{+1,1}\oplus (\mathbf {1} ,\mathbf {1} )_{0,1}}
右手型のフェルミオンは SU(2)R の下で二重項をなす。
また、右手型ニュートリノも必然的に含まれる。
フェルミオンは統一的に扱えるが、ゲージ群が積の形になっていて、力の統一はなされていない。
SO(10)はパティ・サラムモデルを含む。
{\displaystyle SO(10)\supset SU(4)_{\mathrm {PS} }\times SU(2)_{L}\times SU(2)_{R}}
フェルミオン
{\displaystyle \mathbf {16} \to (\mathbf {4} ,\mathbf {2} ,\mathbf {1} )\oplus ({\overline {\mathbf {4} }},\mathbf {1} ,\mathbf {2} )}